# بابلو ميدينا
بابلو ميدينا (بالإنجليزية: Pablo Medina)‏ (9 أغسطس 1948، هافانا في كوبا)؛ كاتِب، مؤلِّف أغانٍ، أستاذ جامعي، شاعر، مترجم وروائي أمريكي-كوبي.

## روابط خارجية
- بابلو ميدينا على موقع ميوزك برينز (الإنجليزية)